# یواس‌اس اورگن (۱۸۴۱)
یواس‌اس اورگن (۱۸۴۱) (به انگلیسی: USS Oregon (1841)) یک کشتی بود که طول آن ۸۴ فوت ۹ اینچ (۲۵٫۸۳ متر) بود. این کشتی در سال ۱۸۴۱ ساخته شد.